# منطقه کلان‌شهری سیاتل
منطقه کلان‌شهری سیاتل، منطقه‌ای در ایالت واشینگتن می‌باشد؛ و شامل شهرستان کینگ، شهرستان اسنوهومیش و شهرستان پیرس در داخل منطقه منطقه پاگت ساوند می‌باشد. در سرشماری ۲۰۱۳ در این متروپولیتن ۳٬۶۱۰٬۱۰۵ نفر جمعیت داشت که حدودا بیش از نیمی از جمعیت واشیننگتن را تشکیل می‌داد.

## آمار سرشماری
در سرشماری ۲۰۱۰، ۳٬۴۳۹٬۸۰۹ نفر جمعیت داشته، که ۱٬۳۵۷٬۴۷۵ نفر از آنها خانواده بودند.
- سفیدپوستان: ۷۱٫۹٪ (غیر سفیدپوستان اسپانیایی)
- سیاه یا آفریقایی‌های آمریکایی: ۵٫۶٪
- سرخپوستان آمریکایی: ۱٫۱٪
- آمریکایی آسیایی: ۱۱٫۴٪ (چینی:۲٫۳٪، فیلیپینی:۲٫۰٪، ویتنامی:۱٫۶٪، هندی:۱٫۵٪، کره‌ای:۱٫۵٪، ژاپنی:۰٫۸٪، کامبوجی: ۰٫۵٪، لائوتیان:۰٫۲٪، تایلندی‌ها:۰٫۱٪، پاکستانی‌ها:۰٫۱٪ و اندونزی:۰٫۱٪)
- جزایر اقیانوس آرام: ۰٫۸٪
- چند نژادی: ۵٫۳٪
- برخی از نژادهای دیگر: ۳٫۸٪
- آمریکایی‌های هیسپنیک و لتینو: ۹٫۰٪